# Wiadomości Numizmatyczne
Wiadomości Numizmatyczne – półrocznik wydawany od 1957 roku. Był kontynuacją „Wiadomości Numizmatyczno-Archeologicznych” (Kraków 1889–1948) i „Biuletynu Numizmatycznego” (Warszawa 1951–1955).
Do 1998 pismo było kwartalnikiem, od 1998 roku półrocznikiem, zaś od 2019 rocznikiem. Wydawcą było Polskie Towarzystwo Archeologiczne (do 1972), następnie w Polskie Towarzystwo Archeologiczne i Numizmatyczne. Od 1989 periodyk wydaje Komisja Numizmatyczna Komitetu Nauk Historycznych PAN.
Wiadomości Numizmatyczne publikują prace poświęcone numizmatyce i historii pieniądza. Poruszają również tematykę z pogranicza archeologii i nauk pomocniczych historii.
Prace ukazują się w języku polskim, angielskim, niemieckim.

## Redaktorzy
- 1957 Zygmunt Wdowiszewski
- 1958–1962 Ryszard Kiersnowski
- 1963–1977 Ryszard Kiersnowski i Stanisław Suchodolski
- 1977–1982 Ryszard Kiersnowski i Stefan Krzysztof Kuczyński
- 1983–1988 Marta Męclewska i Stanisław Suchodolski
- 1989–2006 Stanisław Suchodolski
- 2007–2019 Borys Paszkiewicz

Redaktorem naczelnym jest Mateusz Bogucki